# Hesperolyra guajavifoliae
Hesperolyra guajavifoliae — вид лускокрилих комах родини молей-малюків (Nepticulidae). Описаний у 2019 році литовськими та колумбійськими науковцями.

## Поширення
Ендемік Колумбії. Виявлений в муніципалітеті Дагуа у департаменті Вальє-дель-Каука на заході країни.

## Спосіб життя
Личинки молі мінують листя гуаяви (Psidium guajava).